# 內門奇內
內門奇內是立陶宛的城市，位於首都維爾紐斯東北20公里，由維爾紐斯縣負責管轄，海拔高度122米，面積4.78平方公里，2010年人口5,879，其中約六成居民是波蘭人。

## 外部連結
- Virtual Tour of Nemenčinė （页面存档备份，存于）